# Epiplatys phoeniceps
Epiplatys phoeniceps är en fiskart som beskrevs av Huber, 1980. Epiplatys phoeniceps ingår i släktet Epiplatys och familjen Nothobranchiidae. IUCN kategoriserar arten globalt som livskraftig. Inga underarter finns listade i Catalogue of Life.